# عمارتهای نصفه راه
عمارتهای نصفه راه مربوط به اواسط دوره قاجار است و در شهرستان کاشان، کیلومتری ۱۵ جاده قمصر، کاشان، ۲ کیلومتری سمت چپ جاده واقع شده و این اثر در تاریخ ۱ اردیبهشت ۱۳۸۸ با شمارهٔ ثبت ۲۶۵۸۸ به‌عنوان یکی از آثار ملی ایران به ثبت رسیده است.